# IPad Pro (2‑го покоління)
Друге покоління iPad Pro — це лінійка планшетних комп'ютерів iPad, що була розроблена, вироблялася та постачалася компанією Apple Inc. Обидва iPad з екранами 12,9 та 10,5 дюймів були анонсовані 5 червня 2017 року. Обидві моделі сумісні з першим поколінням Apple Pencil. Як і в першому поколінні, більший розмір і сумісність із стилусом відрізняли ці планшети від інших iPad випущених Apple.
Оновлення iPad Pro першого покоління включають потужніший процесор A10X Fusion, доступний обсяг сховища до 512 ГБ і більший дисплей молодшої моделі 10,5 дюйма (у попередньому поколінні — 9,7 дюйма). Після анонсу 2017 року, продаж моделей першого покоління був припинений.

## Особливості
Друге покоління iPad Pro було анонсовано 5 червня 2017 року разом із iOS 11 на WWDC 2017. Моделі iPad Pro другого покоління з діагоналлю 10,5 і 12,9 дюймів мають шестиядерний процесор A10X і 12-ядерний графічний процесор, технологію Apple ProMotion, яка підтримує HDR10 і Dolby Vision (з iOS 11 або новішої версії), з частотою оновлення 120 Гц і дисплей True Tone, який на 50 відсотків яскравіший, ніж у попередніх моделях; обидва розміри також мають 12-мегапіксельну камеру на задній панелі з чотирьох-світлодіодним спалахом True-Tone і 7-мегапіксельну фронтальну камеру зі спалахом Retina. Вони мають швидкість з’єднання класу USB-C з кабелем Lightning з підтримкою швидкої зарядки USB-C. iPad Pro другого покоління має об'єм пам'яті до 512 ГБ (1 ГБ = 1 мільярд байт).

## Оцінки
Макс Паркер з TrustedReviews і Гарет Бівіс з TechRadar високо оцінили високоякісний звук і продуктивність 10,5-дюймової моделі, але відзначили, що вона дорога.
Оглядаючи 12,9-дюймовий iPad Pro другого покоління, Лорен Гуд з The Verge похвалила високоякісну камеру, процесор A10X і великий розмір екрану, але стверджувала, що пристрій міг бути дешевшим.
Звіти вказують на те, що дисплей другого покоління iPad Pro з діагоналлю 12,9 дюйма має високу схильність відчувати збій «залишення підсвічування», що проявляється як яскравіший ореол світла, що протікає через один край екрана.

## Хронологія
| Хронологія моделей iPad                     |
| ------------------------------------------- |
| Див. також: Хронологія продуктів Apple Inc. |

Джерело: Apple Newsroom Archive.